# SP-216
A SP-216 é uma rodovia radial do estado de São Paulo, administrada pelo Departamento de Estradas de Rodagem do Estado de São Paulo (DER-SP).

## Denominações
Recebe as seguintes denominações em seu trajeto:
Nome:	Amilcar Pereira Martins, Rodovia
- De - até:	SP-214 (Embu Guaçu) - Mina de Ouro

## Descrição
Principais pontos de passagem: SP 214 (Embu-Guaçu) - Mina de Ouro

## Características

### Extensão
- Km Inicial: 40,600
- Km Final: 50,360

### Localidades atendidas
- Embu Guaçu
- São Lourenço da Serra